# Små Einsteins
Små Einsteins är en kanadensisk-amerikansk animerad TV-serie producerad av Curious Pictures, Cuppa Coffee Studios, The Baby Einstein Company, Treehouse TV Original Production, och Disney Channel Original Production från 15 oktober 2005 till 26 december 2009 och som riktar sig till barn i 2-5-årsåldern. I USA och Kanada visades serien på Disney Channel och Treehouse TV från 15 oktober 2005 till 26 december 2009.
Programmet handlar om fyra barn som i varje avsnitt stöter på problem som de på pedagogiska sätt löser. Något som utmärker programmet är att ”publiken” får vara med och delta genom klappar och sång osv. I serien spelas olika klassiska musikstycken, bland annat Johann Sebastian Bach och Wolfgang Amadeus Mozart, som förekommer i samband med deras uppdrag som de ska genomföra.

## Rollista
- Leo är den rödhåriga killen, som älskar att dirigera. Han är Annies storebror.
- Annie är den yngsta i teamet, Leos lillasyster. Hon kan sjunga och gillar att läsa böcker.
- Quincy är Leo och Annies bäste vän och kan spela olika instrument.
- June är en duktig balettdansös och älskar dans men också sång.
- Raket kan förvandlas till allt möjligt.
- Store Jet (Big Jet) är Små Einsteins och Rakets ärkefiende.

## Svenska röster
- Leo – Carl-Magnus Lilljedahl
- Annie – Matilda Smedius
- Quincy – Sam Molavi
- June – Amelie Eiding